# G7-Gipfel in Halifax 1995
Der G7-Gipfel in Halifax 1995  war das 21. Gipfeltreffen der Regierungschefs der Gruppe der Sieben. Das Treffen fand unter dem Vorsitz des kanadischen Premierministers Jean Chrétien vom 15. bis 17. Juni 1995 statt.

## Teilnehmer

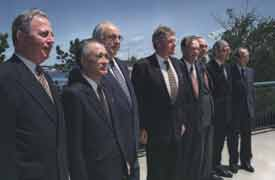
Teilnehmer des G7-Gipfels 1995

| Deutschland                    | Helmut Kohl       |
| Frankreich                     | Jacques Chirac    |
| Italien                        | Lamberto Dini     |
| Japan                          | Murayama Tomiichi |
| Kanada                         | Jean Chrétien     |
| Vereinigte Staaten von Amerika | Bill Clinton      |
| Vereinigtes Königreich         | John Major        |
| Europäische Union              | Jacques Santer    |

| Russische Föderation | Boris Jelzin |

## Nachweise
1. ↑  Delegationen beim G7-Gipfel in Halifax 1995 (Universität Toronto)